# Liechtenstein az 1988. évi nyári olimpiai játékokon
Liechtenstein a dél-koreai Szöulban megrendezett 1988. évi nyári olimpiai játékok egyik részt vevő nemzete volt. Az országot az olimpián 5 sportágban 12 sportoló képviselte, akik érmet nem szereztek.

## Atlétika
Férfi
| Versenyző     | Versenyszám | Előfutam | Előfutam | Előfutam | Negyeddöntő | Negyeddöntő | Negyeddöntő | Elődöntő | Elődöntő | Elődöntő | Döntő   | Döntő    |
| Versenyző     | Versenyszám | Idő      | Hely.    | Össz.    | Idő         | Hely.       | Össz.       | Idő      | Hely.    | Össz.    | Idő     | Helyezés |
| ------------- | ----------- | -------- | -------- | -------- | ----------- | ----------- | ----------- | -------- | -------- | -------- | ------- | -------- |
| Markus Büchel | 100 m       | 11,21    | 8.       | 92.      | kiesett     | kiesett     | kiesett     | kiesett  | kiesett  | kiesett  | kiesett | kiesett  |
| Markus Büchel | 200 m       | 22,02    | 7.       | 56.      | kiesett     | kiesett     | kiesett     | kiesett  | kiesett  | kiesett  | kiesett | kiesett  |

Női
| Versenyző      | Versenyszám | Előfutam | Előfutam | Előfutam | Negyeddöntő | Negyeddöntő | Negyeddöntő | Elődöntő | Elődöntő | Elődöntő | Döntő   | Döntő    |
| Versenyző      | Versenyszám | Idő      | Hely.    | Össz.    | Idő         | Hely.       | Össz.       | Idő      | Hely.    | Össz.    | Idő     | Helyezés |
| -------------- | ----------- | -------- | -------- | -------- | ----------- | ----------- | ----------- | -------- | -------- | -------- | ------- | -------- |
| Yvonne Hasler  | 200 m       | 24,91    | 6.       | 44.      | kiesett     | kiesett     | kiesett     | kiesett  | kiesett  | kiesett  | kiesett | kiesett  |
| Manuela Marxer | 100 m gát   | 14,38    | 6.       | 32.      | kiesett     | kiesett     | kiesett     | kiesett  | kiesett  | kiesett  | kiesett | kiesett  |

## Cselgáncs
| Versenyző         | Versenyszám | Csoport | Selejtező                         | 32-es főtábla                    | Nyolcaddöntő      | Negyeddöntő       | Elődöntő          | Vigaszág nyolcaddöntő                | Vigaszág negyeddöntő             | Vigaszág elődöntő | Bronz- mérkőzés   | Döntő             | Helyezés |
| Versenyző         | Versenyszám | Csoport | Ellenfél Eredmény                 | Ellenfél Eredmény                | Ellenfél Eredmény | Ellenfél Eredmény | Ellenfél Eredmény | Ellenfél Eredmény                    | Ellenfél Eredmény                | Ellenfél Eredmény | Ellenfél Eredmény | Ellenfél Eredmény | Helyezés |
| ----------------- | ----------- | ------- | --------------------------------- | -------------------------------- | ----------------- | ----------------- | ----------------- | ------------------------------------ | -------------------------------- | ----------------- | ----------------- | ----------------- | -------- |
| Daniel Brunhart   | Légsúly     | B       | erőnyerő                          | Neil Eckersley (GBR) · 0000–1000 | kiesett           | kiesett           | kiesett           |                                      |                                  |                   |                   |                   | 20.      |
| Johannes Wohlwend | Könnyűsúly  | A       | erőnyerő                          | Sven Loll (GDR) · 0000–1020      |                   |                   |                   | Lotuala N'Dombassy (ANG) · 0020–0010 | Steffen Stranz (FRG) · 0000–1000 | kiesett           | kiesett           |                   | 7.*      |
| Magnus Büchel     | Váltósúly   | B       | erőnyerő                          | Lam Lap Hing (HKG) · 0000–1001   | kiesett           | kiesett           | kiesett           |                                      |                                  |                   |                   |                   | 20.      |
| Arnold Frick      | Középsúly   | B       | Akilong Diabone (SEN) · 0000–1120 | kiesett                          | kiesett           | kiesett           | kiesett           |                                      |                                  |                   |                   |                   | 33.      |

* - Az A csoportban szereplő, eredetileg bronzérmes brit Kerrith Brownt utólag kizárták, ezért Wohlwend a 9. helyett a 7. helyen végzett.

## Kerékpározás

### Országúti kerékpározás
Férfi
| Versenyző     | Versenyszám   | Idő             | Helyezés      |
| ------------- | ------------- | --------------- | ------------- |
| Peter Hermann | Mezőnyverseny | 4:32:56 (+0:34) | 54.           |
| Patrick Matt  | Mezőnyverseny | nem ért célba   | nem ért célba |

Női
| Versenyző     | Versenyszám   | Idő             | Helyezés |
| ------------- | ------------- | --------------- | -------- |
| Yvonne Elkuch | Mezőnyverseny | 2:00:52 (+0:00) | 17.      |

### Pálya-kerékpározás
Időfutam
| Név           | Versenyszám  | Idő      | Helyezés |
| ------------- | ------------ | -------- | -------- |
| Peter Hermann | Férfi egyéni | 1:08,999 | 21.      |

Üldözőversenyek
| Versenyző    | Versenyszám  | Selejtező | Selejtező | Nyolcaddöntő | Nyolcaddöntő | Negyeddöntő  | Negyeddöntő | Elődöntő     | Elődöntő  | Döntő        | Döntő     | Helyezés |
| Versenyző    | Versenyszám  | Idő       | Hely.     | Ellenfél Idő | Saját idő    | Ellenfél Idő | Saját idő   | Ellenfél Idő | Saját idő | Ellenfél Idő | Saját idő | Helyezés |
| ------------ | ------------ | --------- | --------- | ------------ | ------------ | ------------ | ----------- | ------------ | --------- | ------------ | --------- | -------- |
| Patrick Matt | Férfi egyéni | 4:57,47   | 18.       | kiesett      | kiesett      | kiesett      | kiesett     | kiesett      | kiesett   | kiesett      | kiesett   | kiesett  |

Pontverseny
| Név           | Versenyszám | Selejtező | Selejtező  | Selejtező | Döntő   | Döntő      | Döntő    |
| Név           | Versenyszám | Pont      | Körhátrány | Hely.     | Pont    | Körhátrány | Helyezés |
| ------------- | ----------- | --------- | ---------- | --------- | ------- | ---------- | -------- |
| Peter Hermann | Férfi       | 9         | -1         | 13.       | kiesett | kiesett    | kiesett  |

## Lovaglás
Díjugratás
| Versenyző       | Ló       | Versenyszám | Selejtező | Selejtező | Selejtező | Selejtező | Döntő   | Döntő   | Döntő   | Döntő   | Döntő    |
| Versenyző       | Ló       | Versenyszám | 1. kör    | 2. kör    | Össz.     | Össz.     | 1. kör  | 1. kör  | 2. kör  | Össz.   | Össz.    |
| Versenyző       | Ló       | Versenyszám | Pont      | Pont      | Pont      | Hely.     | Pont    | Hely.   | Pont    | Pont    | Helyezés |
| --------------- | -------- | ----------- | --------- | --------- | --------- | --------- | ------- | ------- | ------- | ------- | -------- |
| Thomas Batliner | Foxstone | Egyéni      | 45,00     | 17,00     | 62,00     | 43.       | kiesett | kiesett | kiesett | kiesett | kiesett  |

## Sportlövészet
Férfi
| Versenyző      | Versenyszám | Selejtező | Selejtező | Döntő   | Döntő    |
| Versenyző      | Versenyszám | Pont      | Helyezés  | Pont    | Helyezés |
| -------------- | ----------- | --------- | --------- | ------- | -------- |
| Gilbert Kaiser | Légpuska    | 574       | 42.       | kiesett | kiesett  |